# Шор-Босай
Шор-Боса́й (рос. Шор-Босай, чув. Шор Шетмĕ) — присілок у складі Аліковського району Чувашії, Росія. Входить до складу Чувасько-Сорминського сільського поселення.
Населення — 26 осіб (2010; 35 у 2002).
Національний склад:
- чуваші — 100 %